# Mercado Ben Thanh

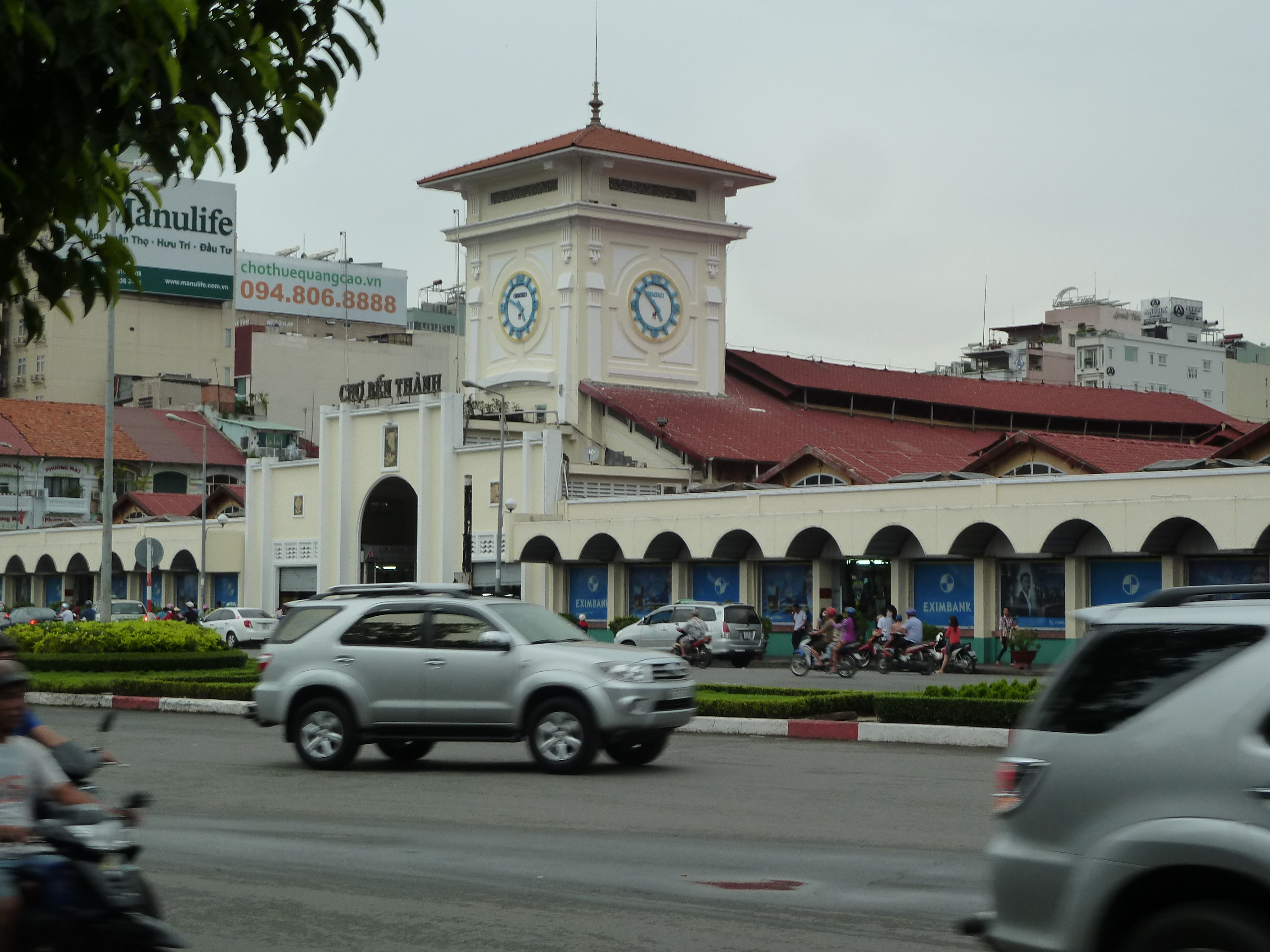
Mercado Ben Thanh.

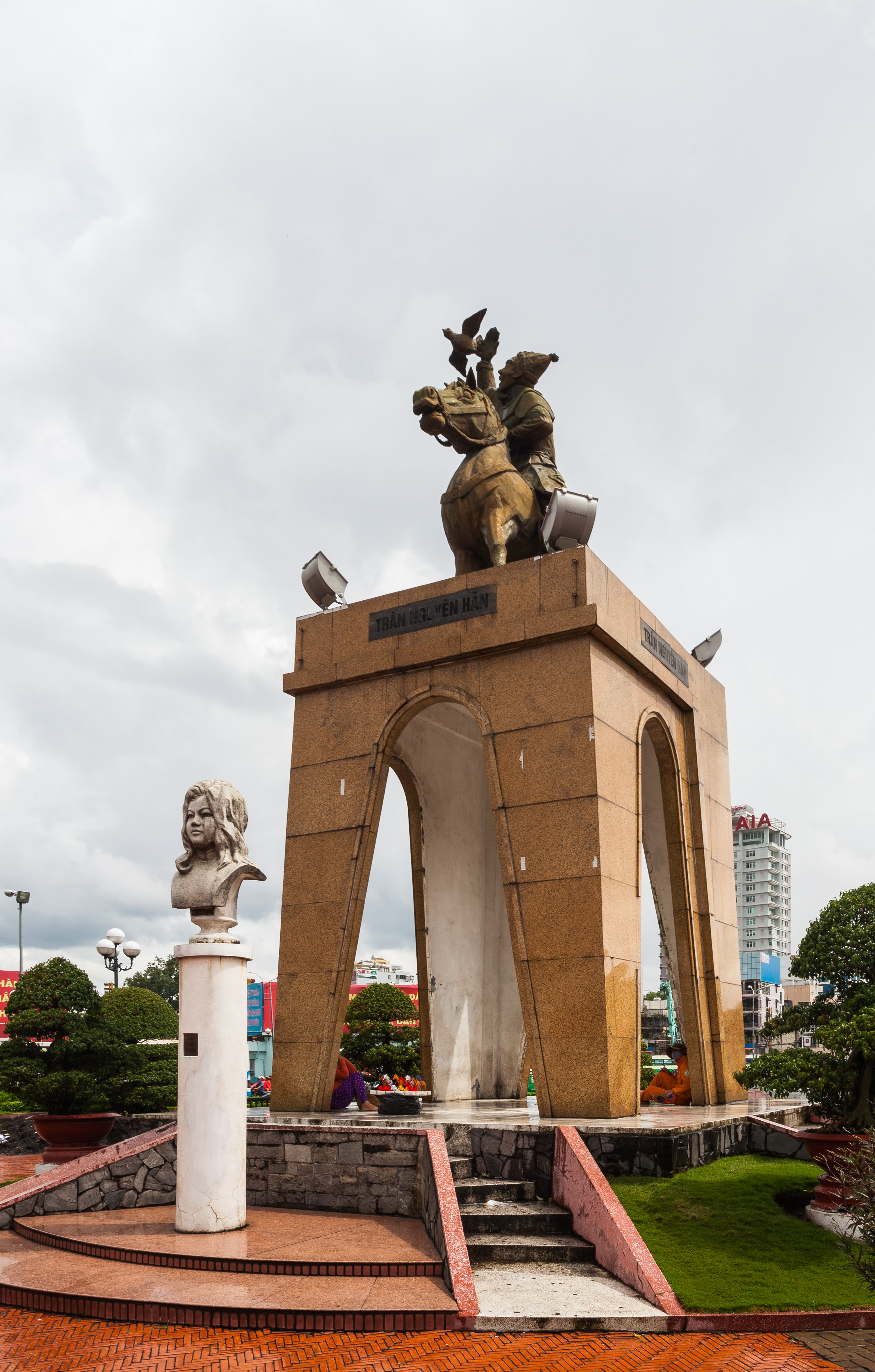
Monumento en la entrada del mercado.

El Mercado Ben Thanh es el mayor mercado del centro de Ciudad Ho Chi Minh, Vietnam. Es una de las estructuras modernas que se conservan y es considerado uno de los símbolos de la ciudad. Muy popular entre los turistas que buscan manualidades, textiles, áo dài, y suvenires. 

## Historia
El mercado se estableció en el siglo XVII por los vendedores de la zona, cerca del río Saigón. Establecido formalmente por los franceses en el año 1859. Fue destruido por un incendio en el 1870 y posteriormente reconstruido para convertirse en el mercado más grande de Saigón. En 1912 fue movido a su ubicación actual y reformado en el año 1985.